# Icon 3
Icon 3 of Icon³ is een muziekalbum van de heren John Wetton en Geoff Downes. Beide musici maken deel uit van de muziekgroep Asia, maar kunnen daar onvoldoende hun gezamenlijk werk kwijt. Icon 3 is het derde muziekalbum dat onder de naam Icon werd uitgegeven. De muziek verschilt eigenlijk nauwelijks van Asia. Ook binnen Asia zijn Wetton en Downes de belangrijkste componisten.

## Musici
- John Wetton – basgitaar, zang
- Geoff Downes – toetsinstrumenten, vocoder
- Dave Kilminster – gitaar (ook Asia)
- Peter Reley – slagwerk
- Hugh McDowell – cello (ex – Electric Light Orchestra)

Gastmusici:
- Anne-Marie Helder op Raven, Don’t go out tonight en Peace in out time; (onder andere van Mostly Autumn)
- Andreas Vollenweider op Raven en Anna’s Kiss

## Composities
Allen van Wetton en Downes:
1. Twice The Man I Was - 4:43
2. Destiny - 5:22
3. Green Lights and Blue Skies - 4:25
4. Raven - 3:58
5. My Life Is In Your Hands - 6:22
6. Sex, Power and Money - 4:28
7. Anna’s Kiss - 4:31
8. Under The Sky - 4:54
9. Don’t Go Out Tonight - 4:06
10. Never Thought I’d See You Again - 5:03
11. Live Another Day - 4.50 (Bonus Track op uitgave Japan en Zuid-Korea)
12. Peace In Our Time - 5:40